# Kostel svatého Vavřince (Kostelec)
Kostel svatého Vavřince v Kostelci, části města Hluboká nad Vltavou je původně raně gotický jednolodní kostel, později mnohokrát přestavovaný. Je obklopen hřbitovem obehnaným zdí. Tvoří výraznou dominantu Kostelce. Název vsi naznačuje, že dostala jméno podle tohoto kostela. Podle historika Jarolíma Maříka kostel patřil jako všechny ostatní na Hlubocku archidiakonátu Bechyňskému. Ves patřila k panství Lomnickému, kostel přináležel do pravomoci vladyků z Řek a Jaroslavic.
Kostel je jednolodní, na loď navazuje trojboký presbytář s opěráky v závěru – byl postaven v raně gotickém slohu někdy okolo roku 1300; z této doby se zachoval hrotitý portál do lodi. Věž kostela byla postavena v druhé polovině 16. století a z přístavku lodě do ní vede šnekové schodiště. V 18. století byl kostel přestavěn v barokním stylu. Nynější podoba věže je z roku 1862.
V kryptě kostela jsou pochováni členové rodiny královských lovčích Poněšických z Poněšic – v kostele se dochovaly jejich renesanční náhrobky. Čitelný je nápis na náhrobku Jana Poněšického z roku 1580. Dále jsou zde pohřbeni členové šlechtické rodiny Budkovských z Budkova, majitelů tvrze a dvora v Němčicích na katastrálním území Líšnice.
Kostel měl původně tři zvony, přičemž zvonice až do roku 1867 stála v sousedství kostela. Ze zvonů kostela se dochoval zvon z roku 1565, s průměrem 90 cm a výškou 75 cm, který v roce 1936 dostal nové srdce. Další dva zvony byly zabaveny během první světové války; po této válce byly opatřeny dva nové zvony, ty však byly během druhé světové války zabaveny.
Kostel je od 3. 5. 1958 chráněn jako kulturní památka.